# Annalisa Bruchi
Annalisa Bruchi (Siena, 14 marzo 1970) è una giornalista e conduttrice televisiva italiana.

## Biografia
Senese della contrada della Giraffa, laureata in Giurisprudenza presso l’Università di Siena, nel 1997 inizia la carriera come giornalista professionista, esordendo come collaboratrice di Mixer, condotto da Giovanni Minoli. 
In seguito entra a far parte del Maurizio Costanzo Show su Canale 5, realizzando delle rubriche di approfondimento su economia, politica e cronaca finanziaria.
Nel 2005 torna in Rai, approdando a Domenica in su Rai 1, e collabora nuovamente con Giovanni Minoli nei suoi programmi Economix e La storia siamo noi.
Nel giugno del 2009 avviene il debutto come conduttrice, oltre che autrice, con il programma Big - La via del cuore, insieme a Silvia Tortora, in onda su Rai 3 per tre stagioni, che ha visto protagonisti alcuni grandi personaggi italiani.
Nel 2011, in occasione dei festeggiamenti del 150º Anniversario dell'Unità d'Italia, per la Rai produce e conduce il programma Fratelli d'Italia, in onda su Rai 2.
Dal 2013 va in onda su Rai 2 la prima edizione di 2Next - Economia e Futuro, da lei condotto e curato, poi arrivato alla quarta edizione, dove ospita spesso Yanis Varoufakis.
Da luglio 2015 all'agosto 2019 le è stato affidato (fino al 2017 insieme a Maurizio Bianchini, poi dal 2018 insieme a Giovanni Mazzini) il compito della telecronaca in diretta del Palio di Siena. Per due volte ha potuto raccontare la vittoria della propria contrada, ed in entrambi i casi fu in un palio corso il 2 luglio: nel 2017, col fantino Jonatan Bartoletti detto Scompiglio in sella a Sarbana, e nel 2019 col fantino Giovanni Atzeni detto Tittia in sella a Tale e Quale. 
Dall'autunno 2016 conduce Sunday Tabloid poi divenuto Night Tabloid, tutti i giovedì su Rai 2, per poi spostarsi al lunedì da settembre 2018.
Dal 12 gennaio 2018, su Rai 2, con Giancarlo Loquenzi, conduce Kronos - Il tempo della scelta.
Dal 25 gennaio 2019 conduce Povera patria, rinominato nell'edizione successiva con il titolo Patriae, il programma settimanale d'informazione e approfondimento politico di Rai 2, affiancata da Aldo Cazzullo e Alessandro Giuli, con una rubrica, La storia della settimana, affidata ad Alessandro Poggi.
Dal 7 ottobre 2020 conduce, prima su Rai 2 e poi su Rai 3, il programma d'informazione Re Start.

## Vita privata
È sposata con l'imprenditore Mario Valducci, ex deputato, tra i fondatori di Forza Italia.